# Boss (serie de televisión)
Boss es una serie estadounidense creada por Farhad Safinia, producida por Grammnet Productions y Lionsgate Television. La primera temporada de la serie fue estrenada en Estados Unidos por el canal Starz el 21 de octubre de 2011 finalizando el 9 de diciembre de 2011. El 27 de septiembre de 2011, Starz anunció que habría una segunda temporada, siendo transmitida del 17 de agosto al 19 de octubre de 2012.

## Sinopsis (primera temporada)
La serie sigue la historia de Tom Kane (Kelsey Grammer), alcalde de la ciudad de Chicago, quien usa astucia, violencia y un puño de hierro para contener a sus opositores y usar a todos aquellos que considera útiles para sus fines. Recientemente Kane ha sido diagnosticado con DLB, un desorden neurológico degenerativo. Determinado a permanecer en el cargo, Kane oculta su enfermedad a todos, excepto a su médico, la doctora Ella Harris (Karen Aldridge). Aquellos quienes rodean al alcalde, incluyendo su esposa Meredith (Connie Nielsen), están demasiado ocupados con sus propias vidas como para notar algo inusual en él. Sus asesores más cercanos, Kitty O'Neill (Kathleen Robertson) y Ezra Stone (Martin Donovan) comienzan a sospechar que algo no está bien con el alcalde, pero lo respetan demasiado como para cuestionarlo al respecto; mientras que el tesorero del estado Ben Zajac (Jeff Hephner) está muy ocupado con su carrera política y su ambición de convertirse en el próximo gobernador de Illinois para notar algo fuera de lo ordinario.

## Elenco (primera temporada)

### Principal

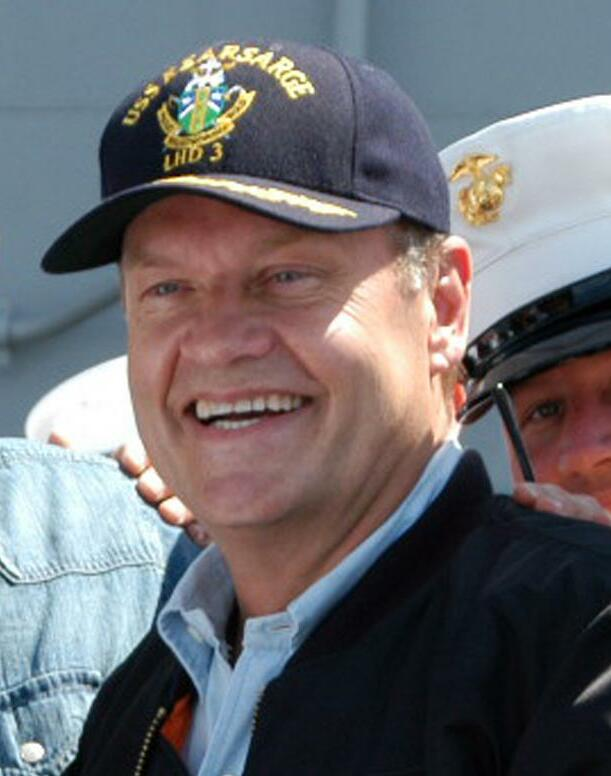
(Kelsey Grammer) Tom Kane, Alcalde de Chicago.
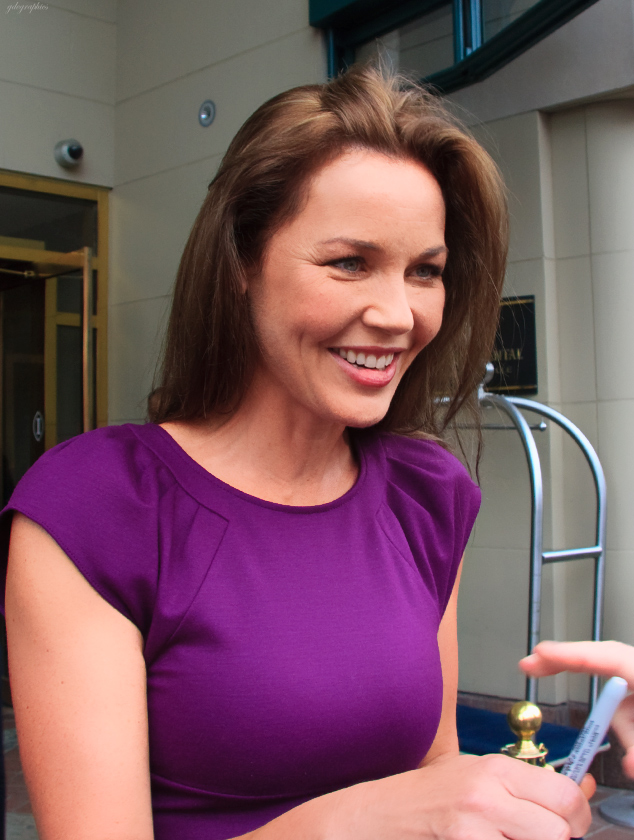
(Connie Nielsen) Meredith Kane, esposa de Tom Kane.
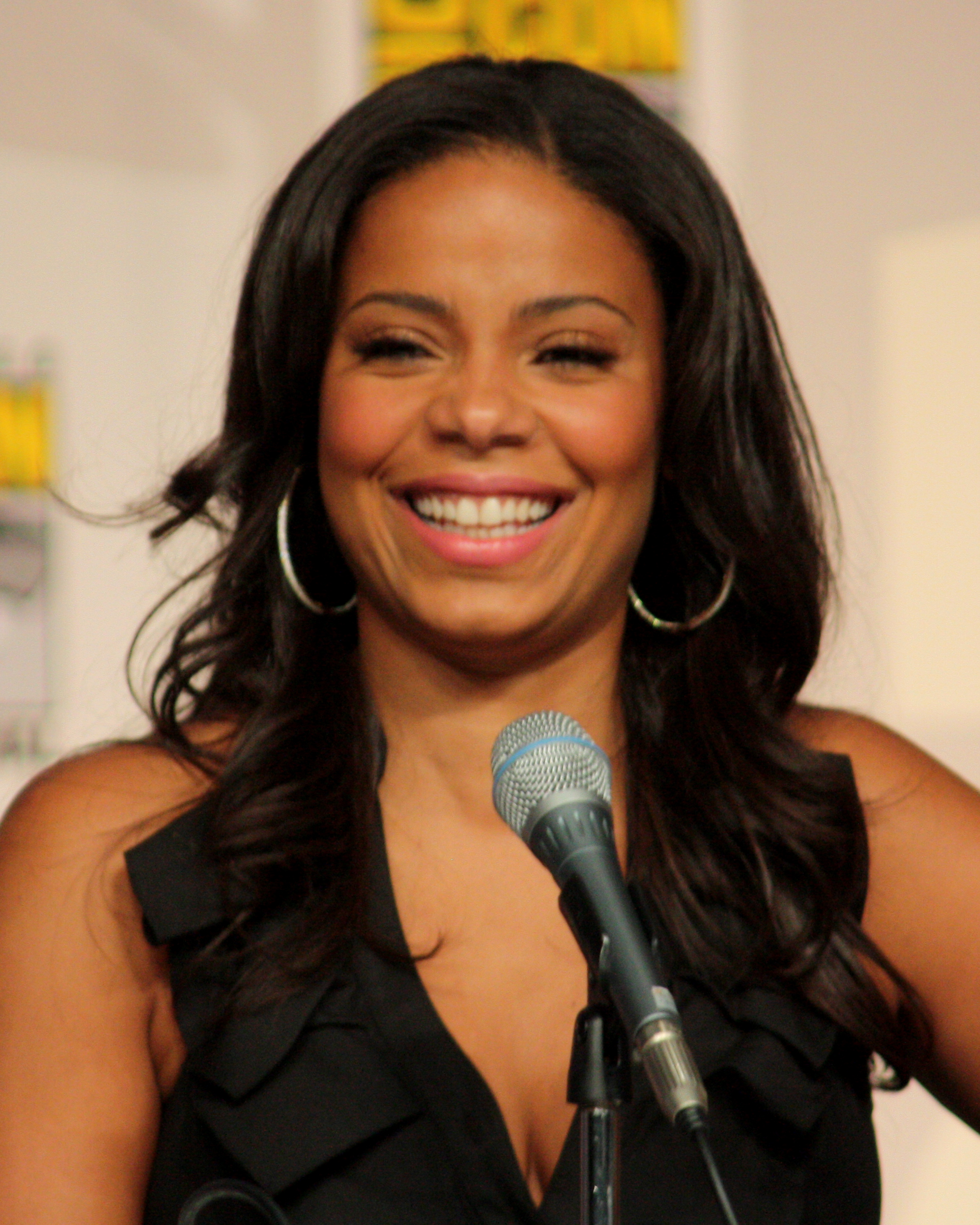
(Sanaa Lathan) Mona Fredricks, Jefa de Gabinete de Tom Kane.
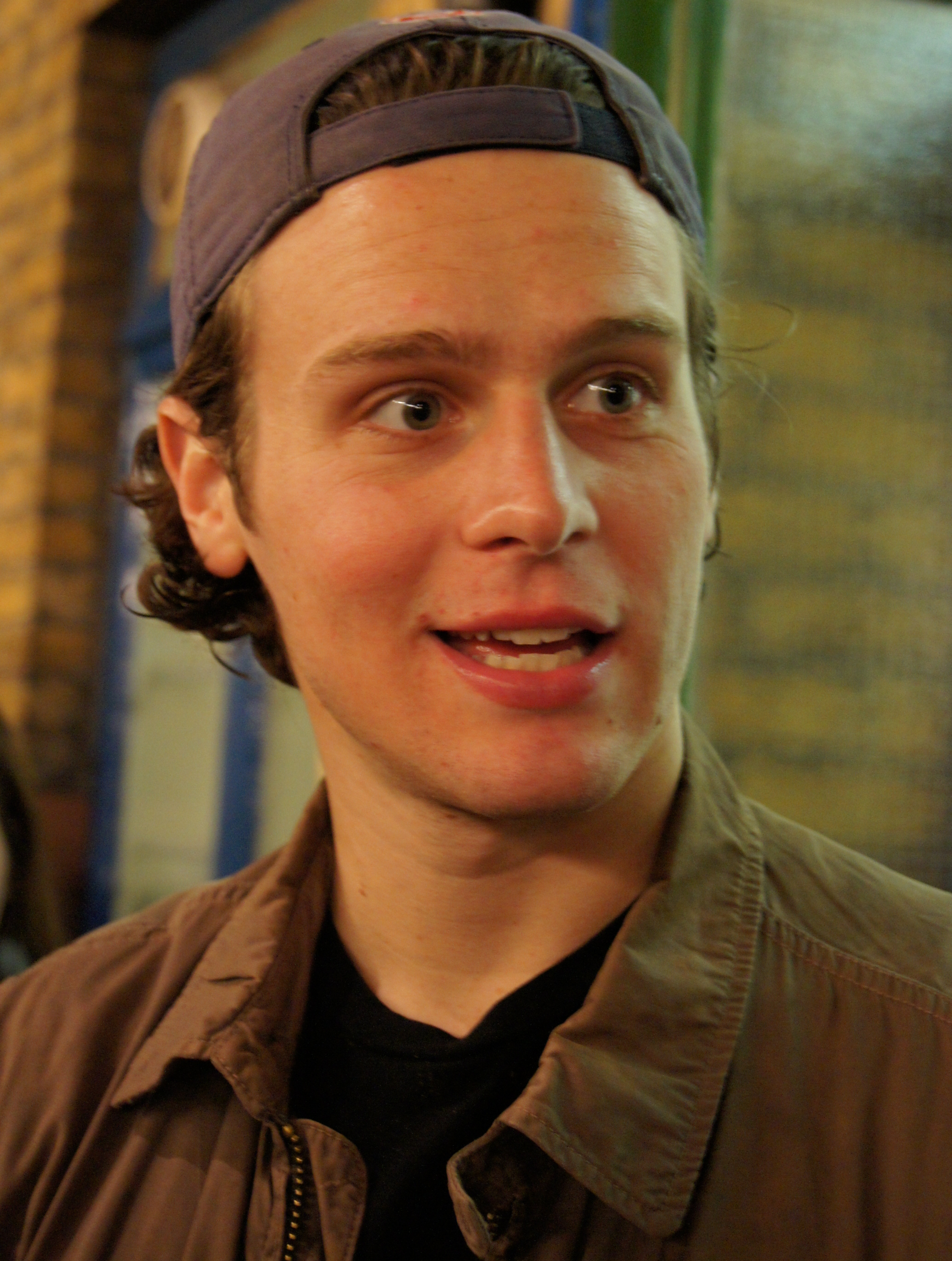
(Jonathan Groff) Ian Todd, asistente personal de Tom Kane.
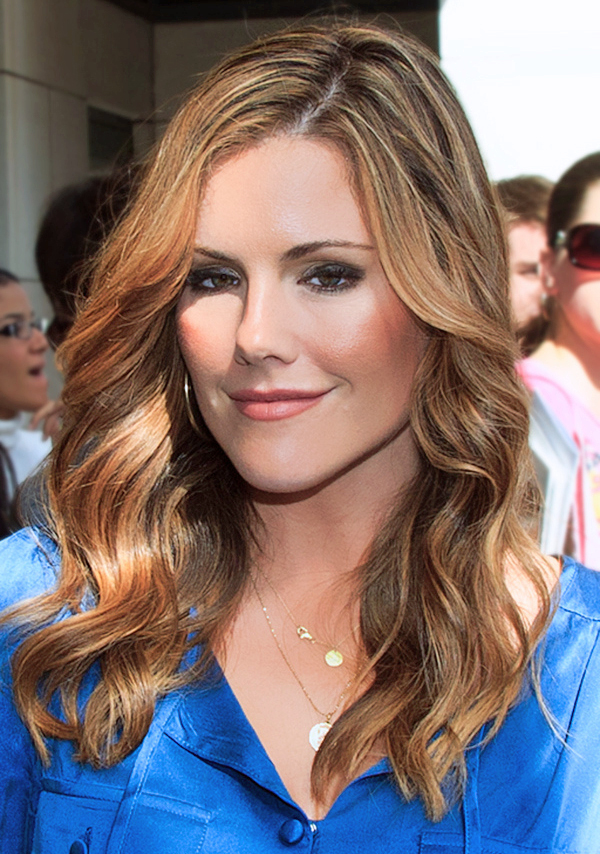
(Kathleen Robertson) Kitty O'Neill, Jefa de Campaña de Catherine Walsh.
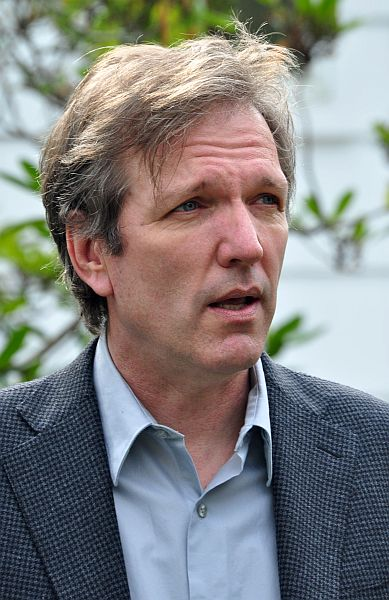
(Martin Donovan) Ezra Stone, antiguo asesor político de Tom Kane.

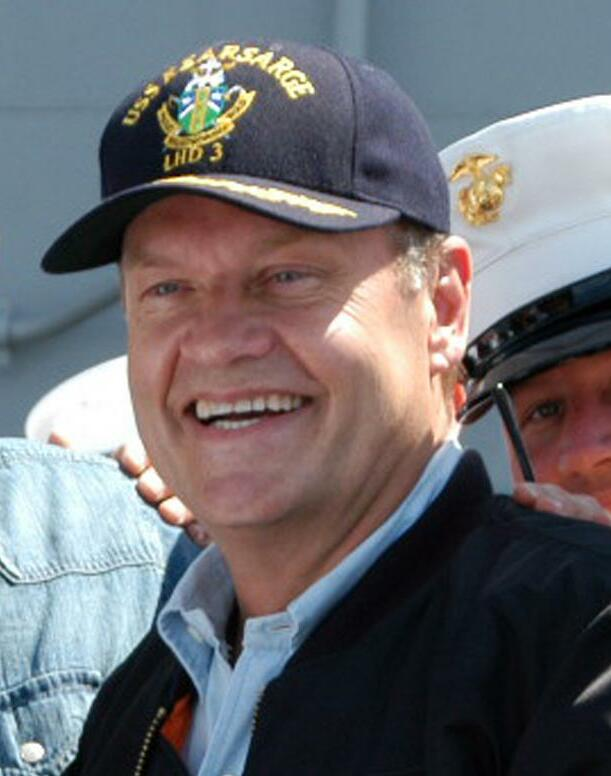
(Kelsey Grammer) Tom Kane, Alcalde de Chicago.
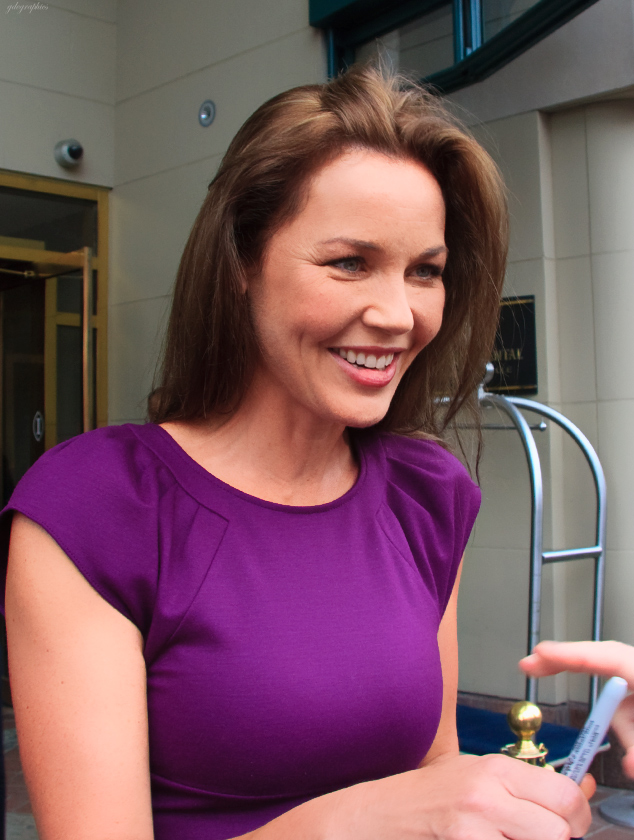
(Connie Nielsen) Meredith Kane, esposa de Tom Kane.
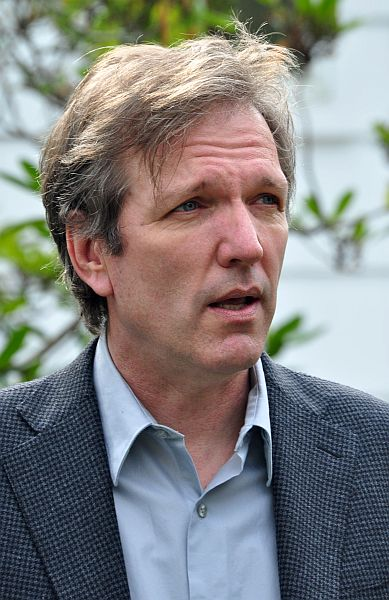
(Martin Donovan) Ezra Stone, asesor político de Tom Kane.
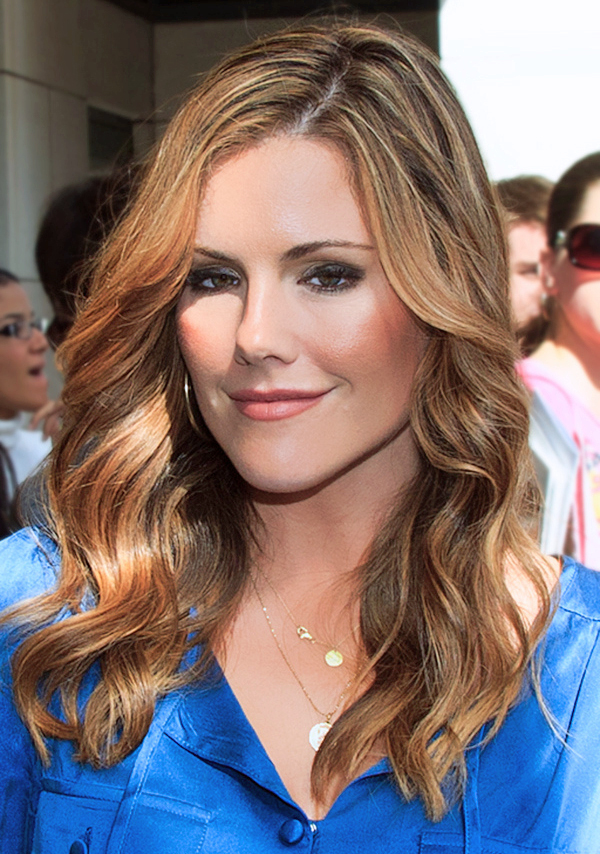
(Kathleen Robertson) Kitty O'Neill, asistente personal de Tom Kane.

### Recurrentes
- Jeff Hephner - Ben Zajac, Tesorero del Estado de Illinois.
- Nicole Forester - Maggie Zajac, esposa de Ben Zajac.
- Hannah Ware - Emma Kane, hija de Tom Kane.
- Rotimi Akinosho - Darius Morrison, vendedor de drogas e interés romántico de Emma Kane.
- Francis Guinan - McCall “Mac” Cullen, Gobernador de Illinois.
- Karen Aldridge - Dra. Ella Harris, Neuróloga de Tom Kane.
- Troy Garity - Samuel “Sam” Miller, reportero político del diario The Sentinel.
- Anthony Mockus Sr. - Exalcalde Rutledge, antiguo Alcalde de Chicago y suegro de Tom Kane.
- Jennifer Mudge - Debra Whitehead, enfermera del suegro de Tom Kane.
- James Vincent Meredith - Consejero Ross, Concejal del Consejo de la ciudad de Chicago.
- Ricardo Gutiérrez - Consejero Lalo Mata, Concejal del Consejo de la ciudad de Chicago.
- Joe Miñoso - Moco Ruíz, jefe de la compañía de construcción a cargo de la expansión del aeropuerto O’Hare.
- Doug James - Grey Haired Man, matón de Tom Kane.

## Sinopsis (segunda temporada)
Después de casi perder su carrera, su familia y su mente, el Alcalde Tom Kane (Kelsey Grammer) sigue siendo tan poderoso como siempre. Con altas dosis de medicación, es capaz de hacer retroceder los síntomas físicos de la enfermedad cerebral que padece, aunque empieza a tener alucinaciones. Sin sus viejos asesores Ezra Stone (Martin Donovan), Kitty O'Neill (Kathleen Robertson), y su protegido político Ben Zajac (Jeff Hephner), todas las probabilidades están en su contra. A pesar de todo se prepara para dejar su legado en la ciudad. Con ayuda de sus nuevos ayudantes Mona Fredricks (Sanaa Lathan) e Ian Todd (Jonathan Groff), planea construir un ambicioso proyecto de vivienda, en un área donde las pandillas y la corrupción están a la orden del día. Con el fin de mantener su poder sobre la ciudad, Kane gobierna como él siempre lo ha hecho… sin piedad. Empiezan a rodar las cabezas de los funcionarios corruptos que el mismo había ayudado a construir, por lo que su lista de enemigos crece. Plenamente consciente de la enfermedad de Kane, su esposa Meredith (Connie Nielsen) se encuentra cuestionando cual es su papel para preservar su posición en el poder. Mientras tanto, su hija Emma (Hannah Ware), lucha contra sus propios demonios.

## Elenco (segunda temporada)

### Principal
- (Kelsey Grammer)
Tom Kane, Alcalde de Chicago.
- (Connie Nielsen)
Meredith Kane, esposa de Tom Kane.
- (Sanaa Lathan)
Mona Fredricks, Jefa de Gabinete de Tom Kane.
- (Jonathan Groff)
Ian Todd, asistente personal de Tom Kane.
- (Kathleen Robertson)
Kitty O'Neill, Jefa de Campaña de Catherine Walsh.
- (Martin Donovan)
Ezra Stone, antiguo asesor político de Tom Kane.

### Recurrentes
- Jeff Hephner - Ben Zajac, Candidato a Gobernador del Estado de Illinois.
- Nicole Forester - Maggie Zajac, Jefa de Campaña de su esposo Ben Zajac.
- Hannah Ware - Emma Kane, hija de Tom Kane.
- Rotimi Akinosho - Darius Morrison, vendedor de drogas e interés romántico de Emma Kane.
- Troy Garity - Samuel 'Sam' Miller, nuevo editor del diario The Sentinel.
- Amy Morton - Catherine Walsh, Candidata a Gobernadora del Estado de Illinois.
- Francis Guinan - McCall “Mac” Cullen, Gobernador de Illinois.
- James Vincent Meredith - Consejero Ross, Concejal del Consejo de la ciudad de Chicago.
- Elizabeth Laidlaw - Consejera Linda Driscoll, Concejal del Consejo de la ciudad de Chicago.
- Tip “T.I.” Harris - Trey Rogers, ex pandillero enganchado ahora a la política.
- Anthony Mockus Sr. - Exalcalde Rutledge, sucesor en la alcaldía y suegro de Tom Kane, está en un estado catatónico.

## Lista de episodios
| Temporada | Temporada | Episodios | Estreno de temporada  | Final de temporada     |
| --------- | --------- | --------- | --------------------- | ---------------------- |
|           | 1         | 8         | 21 de octubre de 2011 | 9 de diciembre de 2011 |
|           | 2         | 10        | 17 de agosto de 2012  | 19 de octubre de 2012  |

### Primera temporada
| No. | Título     | Director          | Guion                      | Fecha de emisión        |
| --- | ---------- | ----------------- | -------------------------- | ----------------------- |
| 1   | Listen     | Gus Van Sant      | Farhad Safinia             | 21 de octubre de 2011   |
| 2   | Reflex     | Jim McKay         | Farhad Safinia             | 28 de octubre de 2011   |
| 3   | Swallow    | Mario Van Peebles | Lyn Green y Richard Levine | 4 de noviembre de 2011  |
| 4   | Slip       | Jim McKay         | Bradford Winters           | 11 de noviembre de 2011 |
| 5   | Remembered | Jean de Segonzac  | Angelina Burnett           | 18 de noviembre de 2011 |
| 6   | Spit       | Mario Van Peebles | Lyn Green y Richard Levine | 25 de noviembre de 2011 |
| 7   | Stasis     | Jean de Segonzac  | Bradford Winters           | 2 de diciembre de 2011  |
| 8   | Choose     | Mario Van Peebles | Farhad Safinia             | 9 de diciembre de 2011  |

### Segunda temporada
| No. | Título              | Director            | Guion            | Fecha de emisión         |
| --- | ------------------- | ------------------- | ---------------- | ------------------------ |
| 1   | Louder Than Words   | Jim McKay           | Dee Johnson      | 17 de agosto de 2012     |
| 2   | Through and Through | Jean de Segonzac    | Bradford Winters | 24 de agosto de 2012     |
| 3   | Ablution            | Lesli Linka Glatter | Angelina Burnett | 31 de agosto de 2012     |
| 4   | Redemption          | Phil Abraham        | Julie Hébert     | 7 de septiembre de 2012  |
| 5   | Mania               | Jean de Segonzac    | Kevin J. Hynes   | 14 de septiembre de 2012 |
| 6   | Backflash           | Mario Van Peebles   | Bradford Winters | 21 de septiembre de 2012 |
| 7   | The Conversation    | Nelson McCormick    | Angelina Burnett | 28 de septiembre de 2012 |
| 8   | Consequence         | Jean de Segonzac    | Paul Keables     | 5 de octubre de 2012     |
| 9   | Clinch              | Mario Van Peebles   | Julie Hébert     | 12 de octubre de 2012    |
| 10  | True Enough         | Jean de Segonzac    | Dee Johnson      | 19 de octubre de 2012    |

## Desarrollo y producción
Boss fue desarrollada por Farhad Safinia a finales de 2009, con el aporte creativo de Kelsey Grammer y su productora Productions Grammnet. En noviembre de 2010, el guion fue comprado por Starz tras una guerra de ofertas de varias cadenas de cable. Safinia escribió el episodio piloto, y el aclamado realizador Gus Van Sant se unió al proyecto como director, con Grammer, Safinia, Van Sant, Richard Levine, Lyn Greene, Brian Sher y Stella Bulochnikov-Stopler como productores ejecutivos.
El casting comenzó en noviembre de 2010, siendo Grammer el primero en ser elegido. Él interpreta a Tom Kane, "el Alcalde de Chicago que ha sido diagnosticado con una enfermedad mental degenerativa que sólo él y su médico conocen". La siguiente en unirse a la serie fue Connie Nielsen como Meredith Kane, esposa de Tom, "Meredith y Kane tienen un mal matrimonio y apenas se hablan cuando no están en público". Siguió Jeff Hephner como Ben Zajac, "Tesorero del Estado, un nativo de Chicago, impecablemente guapo y ambicioso que está claramente a punto de convertirse en uno de los principales personajes en la escena política de Chicago". Hannah Ware y Kathleen Robertson fueron las últimas en unirse al reparto principal, con Ware como Emma Kane, hija distanciada de Tom y Meredith Kane, y Robertson como Kitty O'Neil, ayudante personal de Kane. Starz más tarde anunció que Martin Donovan, Francis Guinan, Rotimi, Karen Aldridge, Troy Garity, Ricardo Gutiérrez, James Vincent Meredith y Joe Miñoso se habían unido a la serie como estrellas invitadas recurrentes. 
El rodaje de la primera temporada de la serie se llevó a cabo entre el 27 de abril y el 27 de julio de 2011, en Chicago, Illinois. Estrenándose el 21 de octubre de 2011. La segunda temporada se estrenó el 17 de agosto de 2012. La serie es producida por Category 5 Entertainment, Grammnet Productions y Lionsgate Television.

## Premios y nominaciones
La serie fue nominada en los premios Globo de Oro de 2011; como Mejor serie de televisión y Kelsey Grammer ganó como Mejor actor de serie de televisión.
| Golden Globe Awards |                                          |                |           |
| Año                 | Categoría                                | Título         | Resultado |
| 2011                | Mejor serie de televisión-Drama          | Boss           | Nominada  |
| 2011                | Mejor actor de serie de televisión-Drama | Kelsey Grammer | Ganador   |